# 索包迪
索包迪（匈牙利語：Szabadi）是匈牙利绍莫吉州所辖的一个村。总面积8.23平方公里，总人口289，人口密度35.1人/平方公里（2011年1月1日）。